# Tylomelania carota
Tylomelania carota е вид коремоного от семейство Pachychilidae.